# 4251 Kavasch
4251 Kavasch este un asteroid din centura principală, descoperit pe 11 mai 1985, de Carolyn Shoemaker.